# George Eads
George Coleman Eads III (født 1. marts 1967) er en amerikansk skuespiller, som er bedst kendt for sin rolle som Nick Stokes i CBS' tv-kriminaldrama CSI: Crime Scene Investigation.

## Karriere
For at fortsætte sin skuespillerkarriere, rejste han til Los Angeles, Californien, i en pickup han havde lånt af sin stedfar. Da han ankom til Los Angeles, kunne han kun køre om dagen, fordi bilen havde to ødelagte forlygter. Eads fik sit gennembrud i sæbeoperaen Savannah. Selv om hans figur døde i pilotepisoden, tiltrak han sig alligevel så meget opmærksomhed, at producenterne fortsatte med at bruge ham via flashbacks og i sidste ende bragte ham tilbage som figurens tvillingebror.
Senere fik Eads en gæsteoptræden i Skadestuen, og arbejdede på flere tv-film såsom Crowned and Dangerous med Yasmine Bleeth i 1997. 
I 2000 fik han en af hovedrollerne i CBS-serien CSI, hvor han spiller en kriminaltekniker i Las Vegas ved navn Nick Stokes. 
Parallelt med CSI har han arbejdet på flere tv-film, såsom Monte Walsh (2003) med Isabella Rossellini og Evel Knievel (2004), hvor han spillede rollen som Evel Knievel.

## Privat
George Eads blev født i Fort Worth, Texas og voksede op i Belton, 210 km syd for Fort Worth. Hans far hedder Arthur Coleman "Cappy" Eads, og hans mor hedder Vivian Baker. Eads har en søster, Angela Eads Tekell, der er advokat i Waco Texas. Stedfaren, Dudley Baker, er gynækolog.
I 1985 fik han sin afgangseksamen fra Belton High School og i 1990 fra Texas Tech University med et speciale i marketing. Før skuespillerkarrierens start, havde han arbejdet med at sælge kopimaskiner, førstehjælps- og sikkerhedsudstyr for Cintas.